# エドモンド・バークレー
エドモンド・キャリス・バークレー（Edmund Callis Berkeley、1909年2月22日 - 1988年3月7日）は、アメリカ合衆国の計算機科学者であり、1947年にAssociation for Computing Machinery(ACM)を共同で設立した1人である。1949年の著書Giant Brains, or Machines That Think（巨大頭脳、または考える機械。邦題『人工頭脳』）は、初期のコンピュータの認識イメージを一般化させた。彼はまた、核戦争の脅威を最小にするために活動した社会活動家でもあった。

## 生涯
バークレーは、1930年にハーバード大学で数学と論理学の学士号を取得した。1934年から48年まで、プルデンシャル保険で保険数理士として勤務した。その間の第二次世界大戦では海軍で兵役に就いた。
1939年にベル研究所でジョージ・スティビッツの計算機を、1942年にHarvard Mark Iを見学した。1946年11月に「プルデンシャルの逐次制御計算機」の仕様を起草し、エッカート・モークリー・コンピュータ最初のUNIVAC Iの1つとして契約を結んだ。彼は、1948年にプルデンシャルを退職し、独立したコンサルタントになった。それは、勤務外の時間であっても、核戦争の回避に関する活動を行うことを会社から禁じられたためである。彼は"Neil D. MacDonald"（ニール・D・マクドナルド）という仮名を使って執筆することがあった。
1949年に著書Giant Brains, or Machines That Thinkを出版して有名になった。この本では、計算機（この本の中では"mechanical brains"（機械頭脳）、"sequence-controlled calculators"（逐次制御計算機）など様々な呼び方がされている）の背後にある原理を説明し、MIT・ハーバード大学・ムーア・スクール・ベル研究所などの装置を含めた当時の最も顕著な例について、技術的でありながら理解しやすい概説を提供した。この本では、初の「パーソナルコンピュータ」であるとされる「サイモン」についても概説している。このコンピュータの構築に関する計画は、1950年と1951年に技術雑誌『ラジオ＝エレクトロニクス』に掲載された。サイモンは、論理回路にリレーを使用し、約600ドルで作ることができる。最初の稼動するモデルは、コロンビア大学で2人の大学院生の助けを借りて作られた。
バークレーは、初のコンピュータ雑誌である"Computers and Automation"を創刊し、その編集を行った。
1958年、バークレーはSANE原子力政策委員会に参加した。

## コンピュータアート
バークレーは、"Computers and Automation"の1963年1月号の表紙にエフィ・アラジが1962年に製作した画像を掲載し、「コンピュータアート」として紹介した。この画像は、1963年に初のコンピュータアートコンテストが開催されるきっかけとなった。コンピュータアートという言葉はバークレーが生み出した。コンピュータアートコンテストは1973年まで毎年開催され、コンピュータアートの発展における重要なポイントとなった。

## 著書
- Giant Brains, or Machines That Think (1949), Wiley & Sons
- Computers: Their Operation and Applications (1956), New York: Reinhold Publishing
- Symbolic Logic and Intelligent Machines (1959), New York: Reinhold Publishing[8]
- Probability and Statistics: An Introduction through Experiments (1961), Science Materials Center
- The Computer Revolution (1962), Doubleday
- The Programming Language LISP: Its Operation and Applications (1964)
- A Guide to Mathematics for the Intelligent Nonmathematician (1966), Simon and Schuster
- Computer-assisted Explanation: A Guide to Explaining: and some ways of using a computer to assist in clear explanation (1967), Information International
- Ride the East Wind; Parables of Yesterday and Today (1973), Quadrangle, ISBN 0-8129-0375-7
- The Computer Book of Lists and First Computer Almanack (1984), Reston Publishing, ISBN 0-8359-0864-X